# 周毓元
周毓元，字大乾，號柏林，贵州遵義人，清朝政治人物、同進士出身。

## 生平
雍正元年（1723年）清世宗登極癸卯恩科進士，三甲一百六十九名，官河南嵩山縣知縣。著有《柏林詩草》。